# ПроГлас
ПроГлас је опозициона грађанска иницијатива у Србији. Покренуле су је нестраначке јавне личности. Основана је услед избора у Србији током 2023. Позива на промену друштвено-политичког система у Србији, као и смену владајућег режима на челу са Александром Вучићем и Српском напредном странком.

## Списак јавних личности који су подржали ПроГлас
- Драган Бјелогрлић - редитељ и глумац
- Миодраг Мајић - судија и писац
- Светлана Бојковић - глумица
- Владимир Костић - академик
- Љубомир Симовић - академик
- Миодраг Јовановић Мишко - професор Универзитета
- Иванка Поповић - професорка Универзитета
- Владица Цветковић - академик
- Гојко Божовић - писац и издавач
- Срђан Голубовић - редитељ
- Биљана Степановић - новинарка
- Филип Ејдус - професор Универзитета
- Тамара Џамоња Игњатовић - професорка Универзитета
- Петар Пеца Поповић - новинар у пензији
- Сека Саблић - глумица
- Тања Бошковић - глумица
- Никола Ђуричко - глумац
- Бранка Катић - глумица
- Рамбо Амадеус - музичар
- Марко Шелић Марчело - музичар и писац
- Зоран Кесић - водитељ и новинар[4]
- Владика Григорије Дурић - епископ СПЦ[5]
- Никола Којо - глумац и водитељ[6]
- Бисера Велетанлић - џез певачица
- Мића Берић - бивши кошаркаш[7]
- Предраг Дробњак - бивши кошаркаш
- Драгољуб Видачић - бивши кошаркаш
- Дејан Бодирога - бивши кошаркаш[8]